# 2007 à Terre-Neuve-et-Labrador
Chronologie de Terre-Neuve-et-Labrador
- 2003
- 2004
- 2005
- 2006
- 2007
- 2008
- 2009
- 2010
- 2011

Cette page concerne des événements d'actualité qui se sont produits durant l'année 2007 dans la province canadienne de Terre-Neuve-et-Labrador.

## Politique
- Premier ministre : Danny Williams
- Chef de l'Opposition :
- Lieutenant-gouverneur :
- Législature :

## Événements
- 9 octobre : élection générale à Terre-Neuve-et-Labrador - le Parti progressiste-conservateur conserve sa majorité à la Chambre d'assemblée ; le Parti libéral forme l'opposition officielle.